# Domar

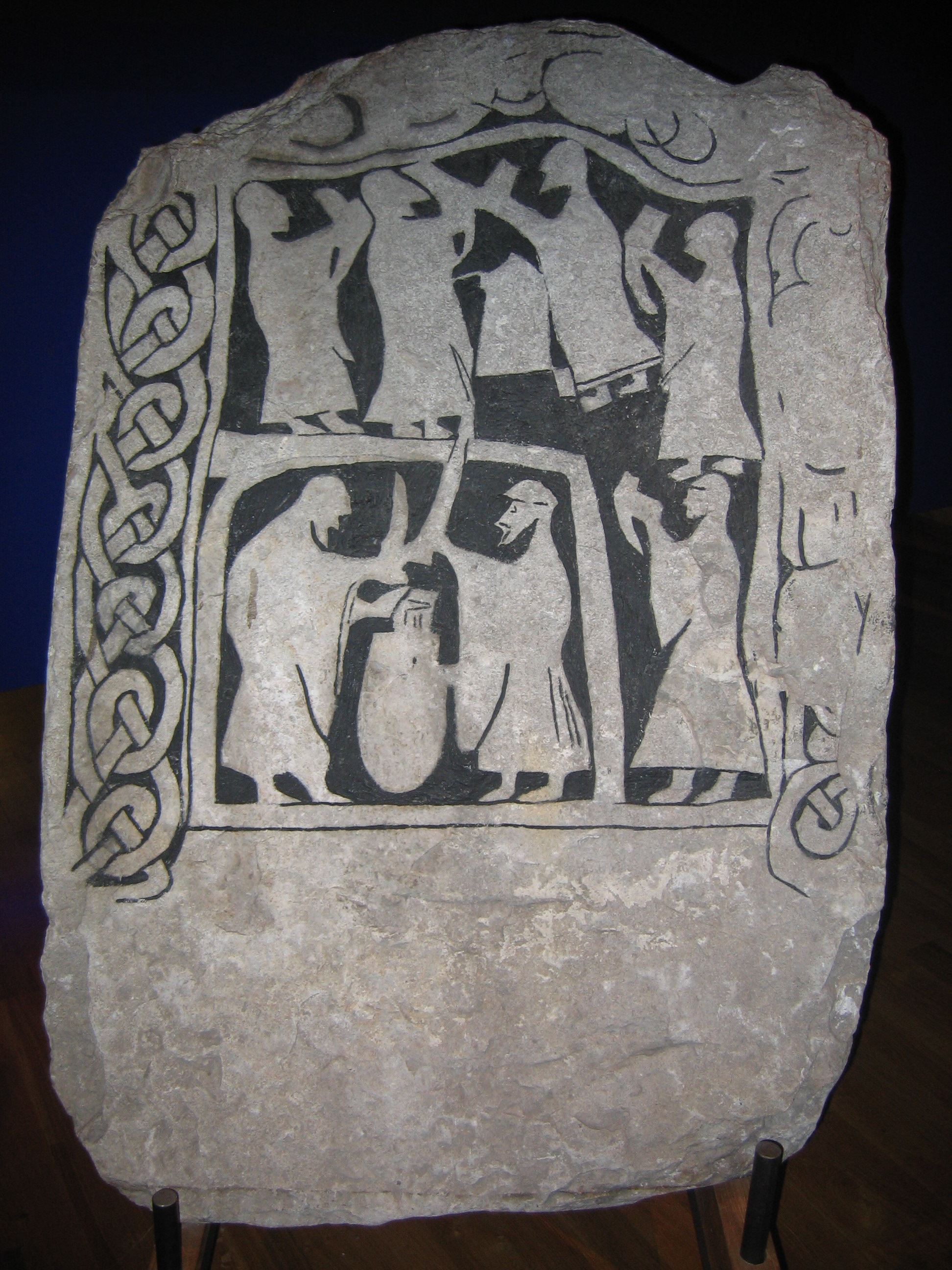
Domar

Domar var enligt Ynglingatal och Ynglingasagan kung av Ynglingaätten i Svitjod och son till Domalde. Han var gift med Drott, som var syster till Dan den storvulne, den förste danske kungen. 
Till skillnad från hans far var hans styre fullt av välstånd, med god årsväxt, och han dog sotdöden. Han efterträddes sedan av sonen Dyggve.